# Bartolomé Estevan y Marín
Bartolomé Estevan y Marín (Teruel, 1847-Teruel, 1930) fue un político conservador español, gobernador civil de la provincia de Teruel y senador por dicha provincia en las Cortes de la Restauración.

## Biografía
Nacido el 24 de agosto de 1847 en Teruel, era hijo de Cristóbal Estevan. Concluidos los estudios generales, se dedicó á la carrera de Derecho, graduándose como licenciado en ambos derechos en 1869 por la Universidad Central.
En 1870 formó parte de la Comisión de estadística, y en 1873 fue encargado de redactar la Memoria explicando la razón de disminuir la producción a pesar de aumentar el terreno cultivado; en 1874 fue vocal de Beneficencia particular; en 1875 de la Junta provincial del censo de población; de la Comisión permanente de Pósitos hasta 1889; el 14 de julio de 1884 fue nombrado individuo de la Comisión provincial para informar acerca del estado y necesidades de la clase obrera, siendo nombrado más tarde presidente del Comité ejecutivo de aquella Comisión, y formó parte también de la Junta provincial de Sanidad.
Ocupó por primera vez el cargo de diputado provincial de Teruel el 18 de febrero de 1874, siendo nombrado por el gobernador civil de la provincia, así como igualmente en 1875 en los meses de febrero y octubre. Desde que en marzo de 1877 obtuvo por elección su primer acta siguió sin interrupción siendo individuo de la Diputación provincial, de la que fue primero secretario de edad, más tarde por elección de sus colegas, y por último vicepresidente elegido por unanimidad de votos. En este tiempo y como ordenador de pagos que fue durante cuatro años por ausencia continuada del presidente, introdujo diversas reformas.
Siendo vocal letrado de la Comisión provincial, por real orden de 19 de noviembre de 1878 se le encomendó la ponencia del negocio contencioso-administrativo en el ruidoso asunto de aguas pendiente entre los pueblos de Cella y Villarquemado, al que puso término la sentencia dictada por la Comisión. Por real orden de 8 de julio de 1890 fue nombrado gobernador civil de la provincia, de cuyo cargo tomó posesión el 19 del mismo mes, quedando publicado en una circular inserta en el Boletín oficial correspondiente al 22 de julio. Militó siempre en el partido conservador. Fue también juez de paz y de primera instancia en 1870; y alférez y más tarde teniente abanderado de la milicia nacional de Teruel, ganando la medalla con que se condecoró a los que tuvieron principal participación en la resistencia que la ciudad hizo en los días 3 de julio y 4 de agosto de 1874. Desde el 17 de mayo de 1880 fue también prohombre de la Junta de plaza que en unión del Ayuntamiento de Teruel tenía a su cuidado la administración y distribución de los bienes del pío legado llamado «La Santa Limosna», fundado por el venerable Francés de Aranda para el socorro y auxilio de los pobres de la ciudad. Estevan, que más adelante alcanzó el cargo de senador por Teruel, en 1914 y 1915, falleció el 1 de abril de 1930 en Teruel. Tendría una calle dedicada en Teruel.